# Bukha
Bukhāʾ (بُخَاء in arabo, romanizzato in Bukhāʾ) è una provincia Wilayat e città situata nel governatorato Muhafazah di Musandam del Sultanato di Oman. Questo villaggio di pescatori, che si trova al confine con l'Emirato di Ras al-Khaima negli Emirati Arabi Uniti, ospita almeno 1.500 abitanti, ed è anche patria dell'omonimo castello.

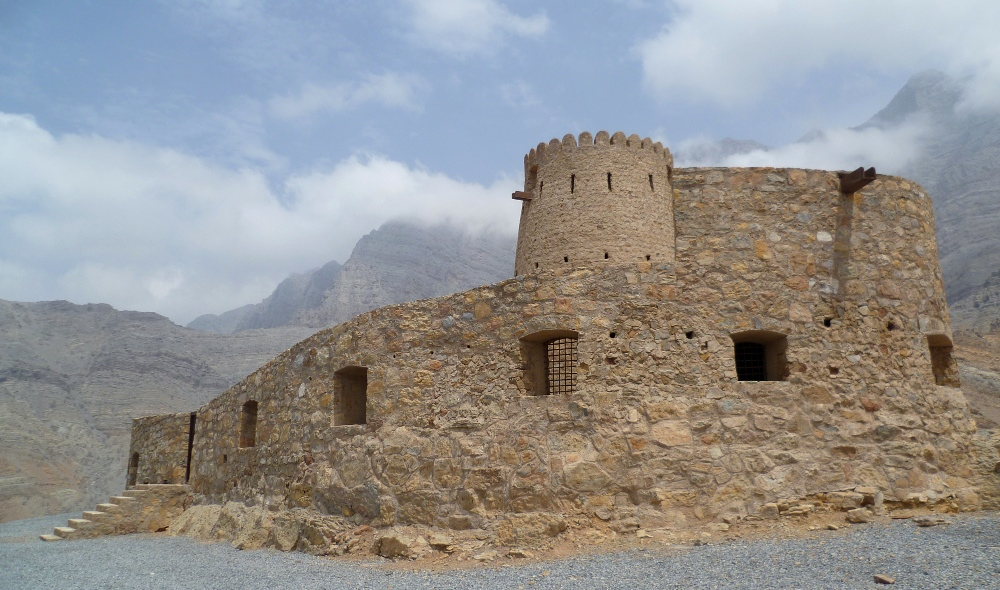
Il castello di Bukha

## Amministrazione

### Gemellaggi
- - We`a - Gibuti